# Шість міністерств Кореї
Шість міністерств (кор. 六曹, 육조, МФА: [juktɕu]) — шість центральних урядових установ в Кореї епохи середньовіччя та нового часу. Складалися з міністерств війни, дворів, покарань, ремесел та церемоній. Існували за правління династій Корьо і Чосон. Створені в 1298 році за китайським зразком. Управлялися міністрами, які брали участь в нарадах Державної Ради. В грудні 1895 року, в результаті японсько-цінської війни та реформ Габо, переформовані за зразком семи міністерств японського уряду.

## Склад
- Міністерство війни (військові справи)
- Міністерство дворів (облік населення і фінанси)
- Міністерство покарань (судочинство)
- Міністерство ремесел (економіка)
- Міністерство церемоній (церемонії та іноземні справи)
- Міністерство чиновників (кадрові питання)

## Посади
| Ранг       | Посада                        | Особи |
| ---------- | ----------------------------- | ----- |
| 2 старший  | Міністр (判書, пхансо)        | 1     |
| 2 молодший | Віце-міністр (參判, чхампхан) | 1     |
| 3 старший  | Радник (參議, 참의)           | 1     |
| 5 старший  | Писар (正郞, 정랑)            | 3     |
| 6 старший  | Помічник (佐郞, 좌랑)         | 3     |